# Psammotettix kublaichani
Psammotettix kublaichani är en insektsart som beskrevs av Dlabola 1967. Psammotettix kublaichani ingår i släktet Psammotettix och familjen dvärgstritar. Inga underarter finns listade i Catalogue of Life.